# Ballotpedia
Ballotpedia är en fri och kollektivt skapad encyklopedi om USA:s politik, däribland politiska val, Kongressen, höga politiker och tjänstemän etc, och som drivs ideellt. Dess mission är att främja (eller kultivera) det politiska medborgarskapet genom fri och öppen spridning av politisk information. Wikin har av InfoWorld beskrivits som en av de 20 främsta politiska webbsidorna.